# Kanton Les Essarts
Kanton Les Essarts (fr. Canton des Essarts) je francouzský kanton v departementu Vendée v regionu Pays de la Loire. Tvoří ho devět obcí.

## Obce kantonu
- Boulogne
- Dompierre-sur-Yon
- Les Essarts
- La Ferrière
- La Merlatière
- L'Oie
- Sainte-Cécile
- Sainte-Florence
- Saint-Martin-des-Noyers